# Hiperidrose palmoplantar
A hiperidrose palmoplantar é a sudorese excessiva localizada nas palmas das mãos e na planta dos pés. É uma forma de hiperidrose focal em que a sudorese excessiva se limita a uma região específica do corpo. Tal como acontece com outros tipos de hiperidrose focal (por exemplo, axilar e craniofacial), a sudorese tende a piorar durante o tempo quente. 